# Virginia Yep

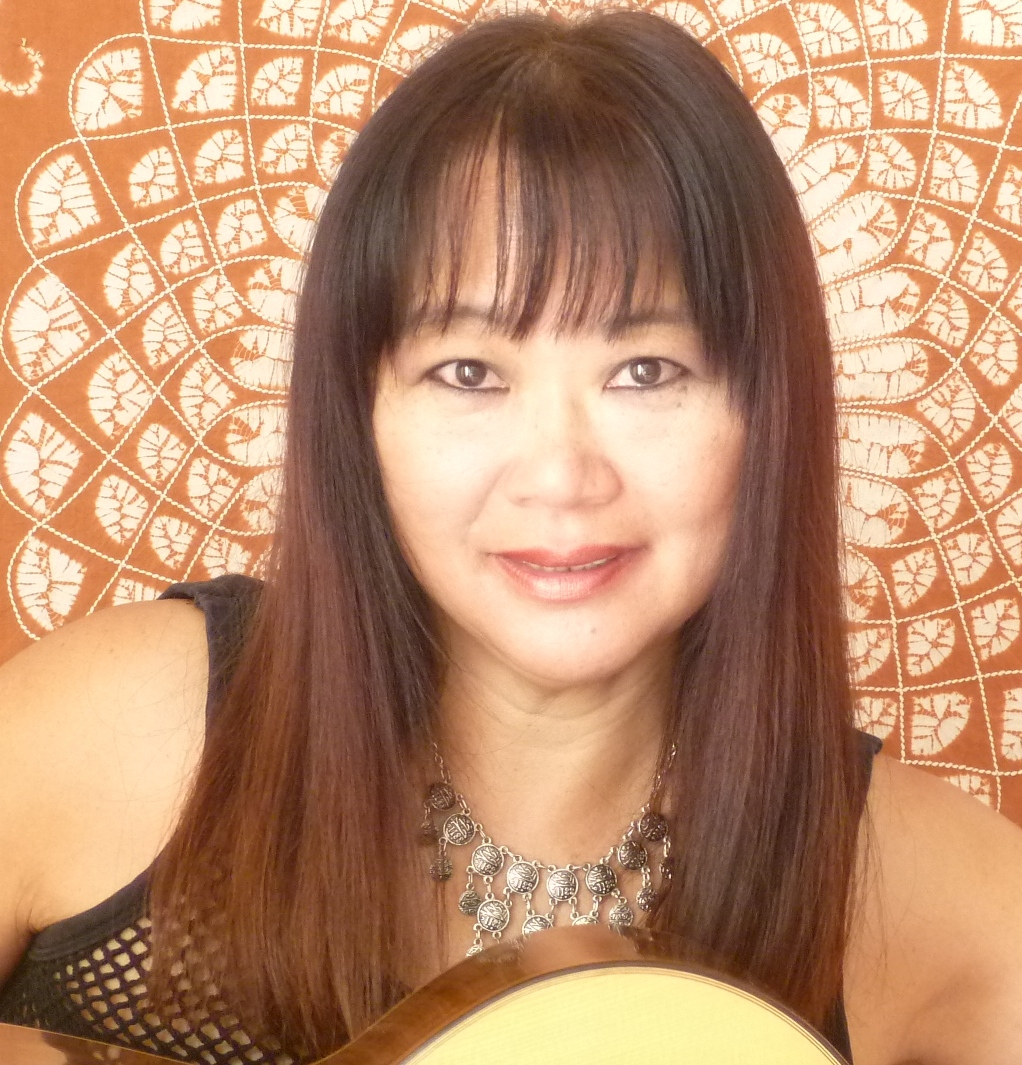
Porträt

Virginia Yep (* 1960 in Lima, Peru) ist eine peruanische Musikethnologin, Musikerin und Komponistin.

## Beruflicher Werdegang
Yep begann mit acht Jahren Gitarre am Conservatorio Nacional de Música bei Nelly Borda zu lernen und dann bei Juan Brito zu studieren. Mit 17 war sie dort auch Dozentin. Im Verlauf ihres Studiums gewann sie den Preis für die höchste Qualifikation am Konservatorium und den zweiten Preis im "W.A. Mozart-Wettbewerb", bei dem verschiedene Instrumente miteinander in Konkurrenz treten. Parallel zu ihrem Musikstudium schloss sie ein Studium der Publizistik an der Universität von Lima ab. Nach ihrer Abschlussprüfung als Konzertgitarristin zog sie mit einem Stipendium nach Madrid, um am Real Conservatorio Superior de Música bei José Luis Rodrigo weiter zu studieren. Beim Abschlusswettbewerb der besten Studenten ihres Jahrgangs erhielt sie eine Auszeichnung. Des Weiteren nahm sie an den wichtigsten Meisterkursen bei José Luis Rodrigo, Flores Chaviano, José Tomás, Vladimir Mikulka und Leo Brouwer als Stipendiatin in Granada, Santiago de Compostela, Ville de Castres, Bilbao, Vigo und Prag teil.
Konzertauftritte gab sie in Peru, Süd- und Mittelamerika, USA, Europa, der Türkei und China, ebenso in verschiedenen Rundfunk- und Fernsehprogrammen. In Peru spielte sie oft als Solistin mit dem Orquesta Sinfónica Nacional, Camerata de Cuerdas de Trujillo und Orquesta de Cámara de Lima; ebenso spielte sie mit verschiedenen Kammermusikgruppen.
Mit einem Stipendium kam sie nach Deutschland und promovierte im Fach Vergleichende Musikwissenschaft an der Freien Universität Berlin. Parallel zu ihren Konzerttätigkeiten komponiert sie und beschäftigt sich mit der Musikforschung mit Schwerpunkt auf die Musik von der Küste Perus. Zurzeit lebt sie in Berlin, wo sie als Konzertgitarristin, Komponistin und Universitätsdozentin tätig ist.

## Werke (Auswahl)
| - Guitarreando I (2002) - Catacaos - Canarios-Congorito - Valse Variado - Homenaje Criollo (2002) - Guitarreando II (2002) - Bordón - Juan frente al mar - De a cinco - Despertar de guitarra (2004) - Tres tiempos para guitarra (2004) - Escenas (2004) - Estudios Criollos (2005) - Estudio Danza - Estudio Valse - Estudio Polka - Estudio elegante - Estudio zamacueca - Cuentos para guitarra (2005) - Fiesta (2005) - Tres Piezas (2005) - La Mariposa Negra (2006) - El vuelo del cóndor (2006) - Solo de Marinera (2006) - Solo de Landó (2008) - Solo de Festejo (2008) - Aires de Santiago (2009) - Misticología (Preludio - Canto - Danza de los volcanes) (2010) - Landó Clásico (2011) - Paisaje Nr. 3 (2011) - Tiento Nr. 1 (2011) - Cantos de Medio Siglo (4 fragmentos) (2011) - Sommer (2011) - Por el camino de Florencia (Caminando, Riendo, Soñando, Cantando, Danzando, Conversando, Jugando, Recordando) (2012) - Tiento Nr. 2 (2013) - Danza de las dos hermanas (2013) - Valsecito de invierno (2013) - Momentos (2015) | - Tres estudios negros, para guitarra y cajón (2004), Editorial Noches de Sol, Lima - Serenata Peruana, für Gitarrentrio bzw. Gitarrenquartett (2004), drei Fragmente - Somos Serenata Peruana, für Stimme und zwei Gitarren (2005) - Canción del agua, für Charango Solo (2005) - El cóndor y el colibrí, für Blockflöte und Gitarre (2007) - Yacutusuy, für Charango, Gitarre, Baglama und Ud (2008) - Sayita Oriental, für Baglama, Ud und Gitarre (2008) - Paisaje Nr. 1, für zwei Gitarren (2007) - Paisaje Nr. 2, für Gitarrentrio (2008) - Microritmias, für Baglama, Ud und Gitarre (2008), drei Fragmente - Winde, für Charango Solo (2009) - Ancestros, für Gitarre und Perkussion (2009), fünf Fragmente - Der Tanz des Windes mit der Palme für Gitarrenensemble (2012) - Rondó Criollo (Homenaje a Enrique Granados; 2016) - Flor del aire (2016) - Regenbogen über Berlin (2016) - Variaciones sobre al agüenieve (2017) - Danza de la Pachamama negra (2017) - Valsecito de verano (2017) - Sunrise in the woods, for two guitars (2018) - Tejedoras de sueños (2018) |

### Schriften
- Sin Banda no hay fiesta. Música del Bajo Piura. Fondo Editorial de la Universidad de Lima. 2015.
- Die Bandas. Eine Instrumentalpraxis und ihre Bedeutung für das Musikleben in Bajo Piura, Nordperu. Verlag Dr. Müller, Saarbrücken 2008, ISBN 978-3-8364-8931-7 (zugl. Dissertation, FU Berlin 2002, Onlinefassung).

- Der »Valse« in Lima, Peru. Abschlussarbeit, Berlin 1992.